# Takeshi Iwaya

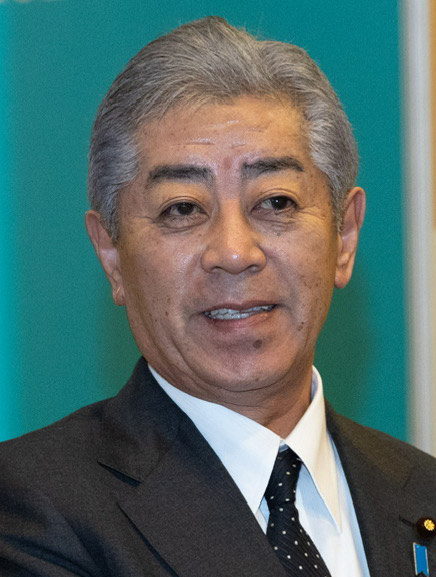
Takeshi Iwaya (2024)

Takeshi Iwaya (jap. 岩屋 毅 Iwaya Takeshi; * 24. August 1957 in Beppu, Präfektur Ōita) ist ein japanischer Politiker der Liberaldemokratischen Partei (Asō-Faktion), Abgeordneter im Shūgiin, dem Unterhaus des nationalen Parlaments, für den Wahlkreis Ōita 3 und seit Oktober 2024 Außenminister.

## Leben
Iwaya wurde am 25. August 1957 als Sohn eines Kommunalpolitikers in Beppu geboren. Er studierte Politikwissenschaft an der Waseda-Universität und wurde anschließend Sekretär des LDP-Politikers Kunio Hatoyama. 1987 kandidierte er als Unabhängiger erfolgreich bei der Wahl des Präfekturparlaments von Ōita und 1990 bei der Unterhauswahl im ehemaligen Dreimandatswahlkreis Ōita 2, zu dem auch die Stadt Beppu gehörte. Kurz nach seinem Einzug ins Unterhaus trat er der LDP bei, verließ diese jedoch 1993 und beteiligte sich an der Gründung der Neuen Partei Sakigake. Bei der Unterhauswahl des Jahres wurde der Wahlkreis Ōita 2 auf zwei Sitze verkleinert und Iwaya verfehlte knapp eine Wiederwahl, ebenso bei der Wahl 1996 als Kandidat der Neuen Fortschrittspartei im neuen Einmandatswahlkreis Ōita 3. Daraufhin kehrte er in die LDP zurück und wurde bei der Wahl 2000 wieder ins Unterhaus gewählt.
Im zum zweiten Mal umgebildeten Kabinett Mori wurde er 2001 parlamentarischer Vizeminister in der Verteidigungsbehörde und im ersten Kabinett Abe 2006 Vizeminister im Außenministerium. Bei der Unterhauswahl 2009 verlor er erstmals seinen Wahlkreis an den DPJ-Kandidaten Katsuhiko Yokomitsu (横光 克彦, Yokomitsu Katsuhiko), konnte jedoch über den Verhältniswahlblock Kyūshū einziehen. 2010 wurde er im Schattenkabinett des LDP-Vorsitzenden Sadakazu Tanigaki Verteidigungsminister. Im Juni 2011 stimmte Iwaya entgegen der LDP-Fraktionsdisziplin für einen von der DPJ unter Premierminister Naoto Kan vorgelegten Entwurf zur Verlängerung der Sitzung des 177. Nationalparlaments und wurde anschließend für ein Jahr von allen Parteiämtern ausgeschlossen. Bei der Wahl 2012, bei der die LDP unter Shinzō Abe wieder die Regierungsgeschäfte übernahm, gewann er seinen Wahlkreis so deutlich, dass Yokomitsu einen Sitz über den Verhältniswahlblock verfehlte. Den Sitz verteidigte er danach durchgehend bis einschließlich 2024.
Premierminister Abe berief Iwaya im Oktober 2018 als Verteidigungsminister in das umgebildete vierte Kabinett Abe. Er blieb bis zu einer erneuten Kabinettsumbildung im September 2019 im Amt, als er durch Tarō Kōno abgelöst wurde. Von Premierminister Ishiba wurde er im Oktober 2024 zum Außenminister ernannt.